# Cubies
I Cubies (letteralmente "cubetti") sono i pezzi meccanicamente indipendenti che compongono i puzzles rotazionali di forma cubica, come il famoso Cubo di Rubik e le tutte le sue derivazioni.
Ai fini dello studio logico e matematico delle soluzioni dei vari rompicapi, i cubies sono anche considerati gli enti geometrici di forma cubica derivati dal sezionamento del cubo più grande di cui fanno parte, indipendentemente dalla loro effettiva presenza e/o funzione meccanica nel cubo fisicamente realizzato.
Un cubo di lato N si compone di un numero di cubies pari a NxNxN=N^3. Ad esempio il Cubo di Rubik, dalle dimensioni 3×3×3, è composto di 27 cubies.

## Grado dei cubies
Il grado di un cubie è definito come il numero di stickers (adesivi colorati) che esso mostra visibilmente all'esterno. Il grado di un cubie può essere 0,1,2 o 3.
I cubies di grado 0 sono enti puramente geometrici che non intervengono in nessun modo nelle rotazioni degli strati esterni del cubo. Sono tutti e soli i cubetti posizionati nello spazio interno del cubo maggiore e che non mostrano all'esterno alcuna faccia colorata. In numero di (N-2)^3, il loro posto è occupato fisicamente dal meccanismo preposto alla rotazione degli strati esterni del cubo.
I cubies di grado 1 sono chiamati centri. I centri mostrano 1 faccia colorata. Sono in numero di 6*(N-2)^2.
I cubies di grado 2 sono chiamati spigoli. Gli spigoli mostrano 2 facce colorate. Sono in numero di 12*(N-2). Gli spigoli possono occupare ogni posizione ammessa secondo 2 diversi orientamenti, detti "flip".
I cubies di grado 3 sono chiamati angoli. Gli angoli mostrano 3 facce colorate. Sono in numero di 8. Gli angoli possono occupare ogni posizione ammessa secondo 3 diversi orientamenti, detti "twist".
Il numero di cubies presenti in un cubo di lato N si sviluppa algebricamente in maniera naturale nella somma dei cubies dei vari gradi:
N^3 = [(N-2)+2]^3 = (N-2)^3 + 6*(N-2)^2 + 12*(N-2) + 8 = cubies grado 0 + cubies grado 1 + cubies grado 2 + cubies grado 3.

## Rotazione dei cubies
Le rotazioni degli strati del cubo hanno come effetto di modificare la posizione e l'orientamento reciproco dei vari cubies.
A questo proposito, vige la regola di non promiscuità: una qualsiasi rotazione degli strati del cubo permuta cubies di grado N esclusivamente con cubies di pari grado. In altre parole, per quanto si possa mischiare un cubo, i centri scambieranno di posto esclusivamente con altri centri, gli spigoli con altri spigoli e gli angoli con altri angoli.
Come conseguenza è possibile risolvere un cubo di grado N procedendo alla risoluzione sequenziale dei cubies per "compartimenti stagni": prima i cubies di grado 1 (i centri), poi i cubies di grado 2 (gli spigoli) ed infine i cubies di grado 3 (gli angoli).
Il metodo risolutivo della riduzione a 3×3×3, usato nei cubi di lato superiore a 3, applica per l'appunto questo principio.